# Codissago
Codissago is een plaats (frazione) in de Italiaanse gemeente Castellavazzo.